# 人造ネコ
『人造ネコ』（Push-Button Kitty、1952年9月6日）はトムとジェリーの作品のひとつ。日本においては現在パブリックドメインとなっている。

## スタッフ
- 監督 - ウィリアム・ハンナ　ジョセフ・バーベラ
- 製作 - フレッド・クインビー
- 作画 - ケネス・ミューズ　エド・バージ　アーヴン・スペンス
- 音楽 - スコット・ブラッドリー

## 作品内容
床を箒で掃き掃除するお手伝いさんは、今日に限ってやけに機嫌がいい。一方、トムは床でのんびり寝そべっており、耳元をチーズを運び出すジェリーが通りかかっても知らん顔。そんなトムにも「ゆっくり寝てていいのよ」とやさしく話しかけるお手伝いさん。
そこへ小包が届いた。「これを待っていたのよ！」と大喜びのお手伝いさん。「これで私の仕事も楽になるわね。もうトムもお払い箱よ！」と一人ごちながら開けられた箱の中身は「MECHANO」（メカーノ）。機械のネズミ捕り「人造ネコ」だ。その奇妙な姿にトムもジェリーもあざけって大笑いするが、スイッチが入れられるや一転、たちまちジェリーを察知して頭部から繰り出すピコピコハンマーで殴って気絶させ、スリングショットで戸外へ放り出した。
あまりにも鮮やかな手際の人造ネコにトムは意気消沈。「そう気を落とすことないわよ。進歩の時代に取り残された旧式のネコでも時代遅れの家なら欲しがるだろうから」というお手伝いさんの嘲笑を浴びつつ、荷物をまとめ肩を落として家を出て行く。「新時代のネコ」に期待を寄せるお手伝いさんは「あなたの仕事はこの家であのネズミを追い出すことだけなんだ」とメカーノに指令を与える。
一方、追い出されたジェリーは何とか家の中に戻ろうとする。だが、手紙に隠れて侵入しても勘付かれ、ホースに隠れれば斧でホースごと切断されそうになり、スリングショットで飛び込んでもグローブでキャッチされ……と、多彩な武装と優れたネズミ感知性能を擁するメカーノにはまるで死角がなく、さすがのジェリーも敷居を跨ぐことすら思い通りにいかない。
腹を立てたジェリー。目には目をと言わんばかりにゼンマイ仕掛けのネズミ型オモチャを何匹も家の中に送り込む。「ネズミの大群」を察知したメカーノは、体内に内蔵した肉切り包丁に斧、電気鋸、挙句は大砲にダイナマイトを総動員して殲滅作戦を開始。障害になるものはグランドピアノでもテーブルでも皿でもかまわずに打ち砕き断ち切る。当然家の中はメチャクチャになり、巻き込まれたお手伝いさんは悲鳴をあげつつ、家を出て行ったトムに助けを求めた。
一方、メカーノは機械ネズミを追って何度もドアや家具に激突した末に、バラバラに分解してしまう。吹き飛んだ電子頭脳部分が運悪く戻ってきたトムの口の中に飛び込み、トムはそのまま飲み込んでしまう。
戻って来たトムにお手伝いさんは大喜び。先ほどの嘲笑はウソのように、「もう人造ネコなんてこりごりだわ。やっぱり生きたネコが一番だよ！」と熱い握手を交わす。ところがジェリーがメカーノのスイッチを入れるとトムは人造ネコのような仕草を始める。お手伝いさんが必死に止める声が虚しく響く中、トムはメカーノよろしく家財道具を破壊しつつ、さりとて自壊する兆しは見せぬまま機械ネズミを追いかけ暴走し続けるのだった。

## 登場キャラクター
トム
ジェリーを捕まえず怠けてばかりいたため一度は暇を出されるが、メカーノの暴走に巻き込まれたお手伝いさんの助けを聞き、「やはりジェリー捕獲は生きたネコが一番」と迎えられた。だが、バラバラになって吹き飛んだメカーノの心臓部を飲み込んでしまい、やがてジェリーにリモコンの駆動スイッチを入れられ暴走。最後はお手伝いさんの制止を振り切って家具や壁を壊しながら機械ネズミを追い続けた。
ジェリー
メカーノに幾度となく捕まり家を追い出されるが、ゼンマイ駆動のネズミ玩具を多数走らせる方法で反撃を仕掛け、メカーノを錯乱させる。最後はバラバラになったメカーノの心臓部をトムが飲み込んだのを見届け、リモコンの駆動スイッチを入れてトムを暴走させた。
お手伝いさん
ジェリー捕獲に無関心で怠けてばかりいるトムに嫌気がさし、メカーノを注文。やがてジェリー捕獲をメカーノに任せ、トムには一度暇を出すが、ジェリーの策略によりメカーノに家財を破壊されるばかりか自身にも危害が及ぶと慌ててトムを呼び戻し助けを求める。ハンナ・バーベラ1期の作品では最後の出演となり、この後は白人の夫婦が主に登場するようになる。
人造ネコ「メカーノ」
ネコ型のネズミ捕り機械。バッテリーを本体に内蔵しており、専用のワイヤレスリモコン操作に反応して駆動。添付の取扱説明書で「エサが不要で悪戯・抜け毛の心配もなく、スイッチ一つでネズミを追い払ってくれる未来のネコ」と謳われている。
尻尾はネズミを感知すると逆立つように反応し、本体にはネズミ退治のための武器を多数格納。車輪式の足は高機動力を有し、「爆撃機」に変形し空も飛べるなどまさに高性能だが、一方で本物と偽物（玩具・レプリカなど）の判別はできず、複数のネズミを同時多発的に感知すると暴走する欠点がある。
お手伝いさんがトムの後継として注文し、早速その性能を活かしてジェリーを家から放り出し、以後家に戻ろうとするジェリーを悉く阻止したが、ジェリーの放ったゼンマイ式ネズミに撹乱され家具などを次々と破壊。最後は暴走した挙句自身がバラバラとなり、吹き飛んだ心臓部がお手伝いさんに呼び戻されたトムに飲み込まれた。
機械ネズミ
戸外に置いてあるゼンマイ駆動のネズミ型玩具。ジェリーがメカーノに反撃すべく、複数の個体を立て続けに走らせメカーノを錯乱させた。
このネズミはテックス・アヴェリーの作品「勝利はいただき」にも登場している（ただし1匹のみ）。

## 備考
- 本作はお手伝いさんが登場した最後の作品である。
- メディアコムサプライ版における日本語吹替では、メカーノを「トラエモン」と訳している。また、冒頭のトムに対するお手伝いさんの態度も異なる。
- 1965年頃にCBSで放送されたバージョンでは、お手伝いさんが白人に修正されている。また、ラストでお手伝いさんがトムに握手をするシーンは「電子頭脳を飲んだ直後のトムの静止画」と「スイッチを入れようとするジェリーの静止画」に変更された。(そのため、お手伝いさんのセリフは削除されバックで流れる音声だけになっている。)